# My Songs Know What You Did in the Dark (Light Em Up)
My Songs Know What You Did in the Dark (Light Em Up) is een nummer van de Amerikaanse alternatieve-rockgroep Fall Out Boy. Het is geschreven door Patrick Stump en Pete Wentz voor het zesde studioalbum Save Rock and Roll, dat 7 mei 2013 uitkwam. De single kwam op 4 februari 2013 uit.

## Release
Na de uitgave van het compilatiealbum Believers Never Die - Greatest Hits nam de band tijd voor soloprojecten. De bandleden wilden deze periode echter geen pauze voor een onbepaalde tijd noemen. Bassist Pete Wentz hield zich bezig met een nieuw opgerichte ska/electropopgroep Black Cards terwijl drummer Andy Hurley en gitarist Joe Trohman zich voegden bij de heavymetalsupergroep The Damned Things. Patrick Stump nam de ep Truant Wave en het album Soul Punk op, een album waar hij alles zelf inspeelde.  In augustus 2012 twitterde Beau Bokan van Blessthefall dat de band bezig was met een nieuw album. Dit werd kort daarna ontkend door de bandleden. 
Op 4 februari 2013 meldde de band dat de pauze voorbij was. Op 7 mei 2013 kwam het zesde studioalbum Save Rock and Roll uit, met My Songs Know What You Did in the Dark (Light Em Up) als leadsingle van het album. De single wijkt wat meer af van de poppunk en alternatieve rock en neigt richting de poprock. De single werd op dezelfde dag uitgebracht via iTunes en ook werden toerdata vrijgegeven. 

## Videoclip
De videoclip was op 4 februari op de YouTube-pagina gepubliceerd. Rapper 2 Chainz speelt hierin de hoofdrolspeler. Hij stookt een vuur en gooit, samen met twee vrouwelijke helpers, allerlei muziekinstrumenten in het vuur. Vervolgens worden er ook lp's van Fall Out Boy er bij gegooid, waarna 2 Chainz met een vlammenwerpen op de haard richt. In het busje, waarmee de personages naar de locatie zijn gekomen, zitten vier geknevelde en geblindoekte personen vast. 

## Tracklist
Alle muziek en teksten zijn geschreven door Fall Out Boy. 
| Nr. | Titel                                                | Duur  |
| --- | ---------------------------------------------------- | ----- |
| 1.  | My Songs Know What You Did in the Dark (Light Em Up) | 03:07 |